# Déchant
Pour les articles homonymes, voir Discantus (ensemble).
Dans la musique médiévale, le déchant ou discantus est un style musical vocal et sacré, et aussi un procédé d'écriture polyphonique. Il consiste en l'adjonction d'un contrechant, non plus au-dessous du fragment de plain-chant (comme dans l'organum primitif) mais au-dessus.
À partir du XIe siècle, il se distingue de l'organum parallèle.
La partie grave — c'est-à-dire la voix principale, ou vox principalis — prend le nom de cantus firmus, ou de teneur. La partie aiguë — c'est-à-dire la voix organale, ou vox organalis — prend le nom de discantus ou cantus, c'est-à-dire le « déchant » proprement dit, celui-ci pouvant être improvisé ou composé. 
Le mot discantus sera conservé jusqu'à la Renaissance, pour désigner la partie supérieure — le superius, futur soprano — d'une composition polyphonique.
Le placement du discantus à la partie supérieure de l'édifice fait progressivement accéder celui-ci au statut de mélodie principale, tandis que la mélodie grégorienne, à la voix de ténor, reste la voix autour de laquelle tout s'ordonne, mais devient aussi une voix intermédiaire dans la mesure où elle est située au centre de l'édifice vocal. Elle peut rester parfaitement perceptible mais aussi, dans certaines pièces, passer au second plan, à l'audition : dans tous les cas, le développement simultané, mais indépendant, de la voix obligée et de la voix inventée est une des caractéristiques du déchant.
Alors que l'organum parallèle, comme son nom l'indique, utilise presque exclusivement des mouvements harmoniques parallèles, le déchant, dès le XIIe siècle, s'enrichit grandement du mouvement harmonique contraire, qui, en garantissant l'indépendance des voix, constitue la véritable naissance du contrepoint.
Dans les tout débuts de l'évolution, les consonances parfaites — unisson, octave, quarte et quinte — sont les seules à être employées. Un peu plus tard, du fait de l'apparition du mouvement contraire, la consonance de tierce, considérée comme imparfaite, est admise comme élément de passage menant à une résolution sur une consonance parfaite. L'écriture demeure syllabique, note contre note — à la différence de l'organum fleuri qui se développera bientôt avec l'école de Notre-Dame. Les deux procédés — déchant et organum fleuri — se mêleront pour donner naissance au conduit et au motet aux XIIe et XIIIe siècles, et, plus tard, au madrigal au XIVe siècle.